# Eloísa Ibarra

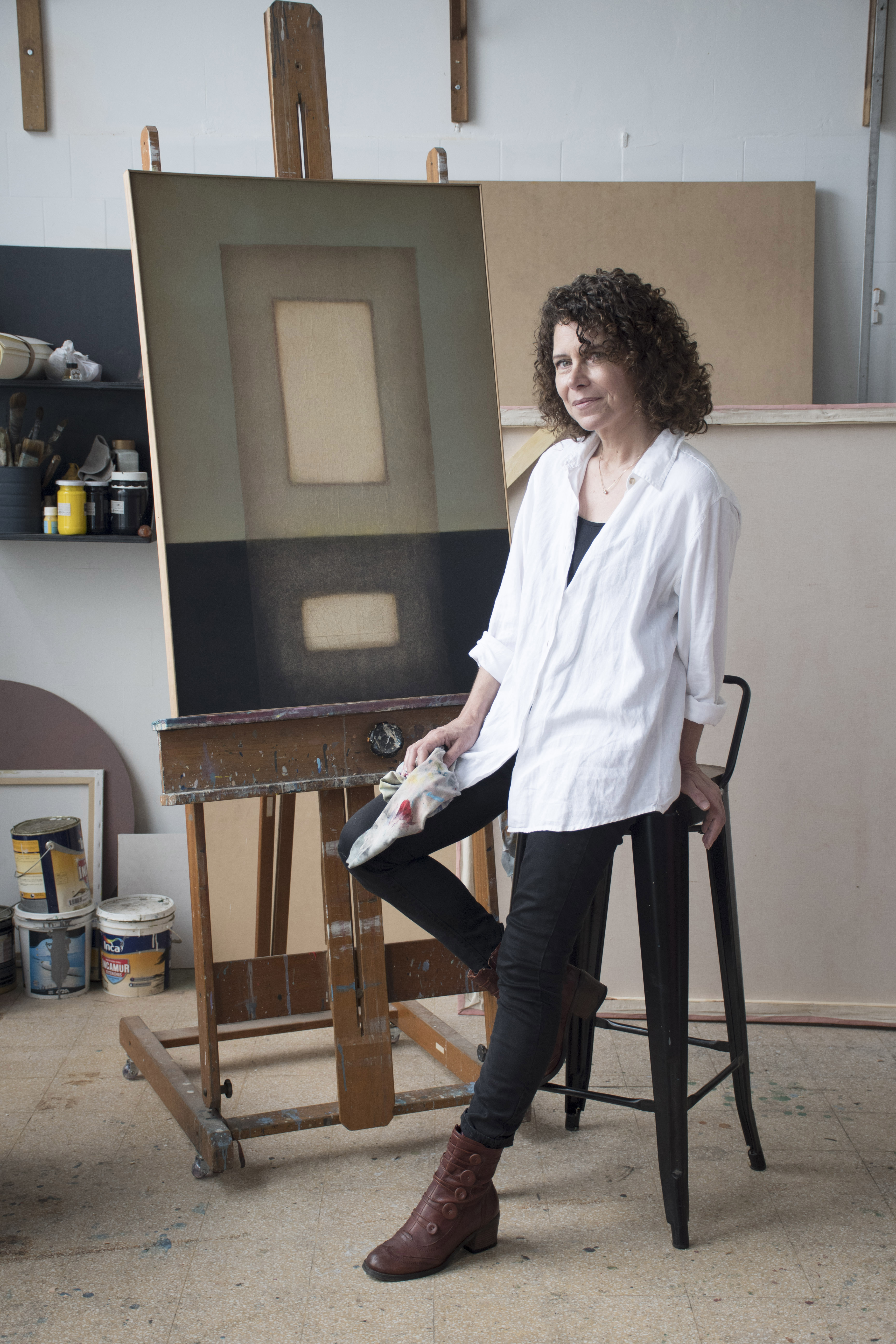
Eloísa Ibarra (2021).

Eloísa Ibarra (* 31. März 1968 in Montevideo, Uruguay) ist eine uruguayische Künstlerin.

## Ausstellungen
- 2013: Regis Center for Art, Minneapolis[1]
- 2014: Instituto Cervantes, Chicago[2]

## Werke (Auswahl)
- 2006: Paisaje de la memoria[3]
- 2008: Detrás del horizonte[4]
- 2009: Trasplantación[5]
- 2016: Arqueología[6][7]

## Auszeichnungen
- 2016: 57º Premio Nacional de Artes Visuales "Octavio Podestá", Gran Premio Adquisición für Arqueología[6][7]